# بسلة كهرمانية
بسلة كهرمانية (الاسم العلمي:Pisum fulvum) هي نوع من النباتات تتبع جنس البسلة من الفصيلة البقولية.